# Spironolakton
Spironolakton (Aldakton, Novo-Spiroton, Aldaktazid, Spiraktin, Spiroton, Verospiron, Berlakton) je diuretik i antiandrogen. On se često pojednostaljeno naziva spiro.
Ovaj leki je sintetički 17-lakton. On je renalno kompetitivni antagonist aldosterona iz klase diuretika koji pošteđuju kalijum. On se prvenstveno koristi za lečenje zatajenja srca, ascita kod pacijenata sa oboljenjem jetre, niskoreninske hipertenzije, hipokalemije, sekundarnog hiperaldosteronizma (koji se javlja sa hepatičkom cirozom), i Konovog sindroma (primarnog hiperaldosteronizma). Sam spironolakton je slab diuretik jer deluje na distalni nefron (tubule za prikupljanje), gde se zapremina urina može samo neznatno promeniti. Međutim on se može kombinovati sa drugim diureticima da bi mu se povećala potentnost. Približno jedna osoba od stotine sa hipertenzijom ima povišene nivoe aldosterona. Kod tih osoba antihipertenzivno dejstvo spironolaktona može da nadmaši od kompleksne kombinacije drugih antihipertenziva. 
Usled njegovog antiandrogenskog dejstva, on se takođe koristiti za lečenje hirsutizma. On nalazi primenu u lečenju gubitka kose i akni kod žena, i može se koristiti kao topikalni lek za tretman muške ćelavosti. On se često upotrebljava za tretiranje simptoma sindroma policističnih jajnika kao što su višak dlake na licu i akne. On može da bude deo terapije korekcije pola transžena.
Spironolakton redukuje telesnu produkciju testosterona i blokira testosteronske receptore, te kod muškaraca može da prouzrokuje ginekomastiju, impotencija, erektilnu disfunkciju, gubitak seksualnog nagona i druge poremećaje, kao što su gubitak mišićne mase, umor i fizička slabost, koji su generalno vezani za niske nivoe testosterona i hipogonadizam kod muškaraca. Iz tog razloga, muškarcima se tipično ne propisuje spironolakton za dugotrajnu upotrebu. Kalijumski suplementi se ne propisuju za upotrebu sa spironolaktonom jer bi to uzrokovalo hiperkalemiju, koja je potencijalno smrtonosna. Nivoi kalijuma se moraju oprezno pratiti kod muškaraca i žena tokom upotrebe spironolaktona, posebno tokom prvih dvanaest meseci i nakon povećanja doze.

## Mehanizam dejstva
Spironolakton inhibira dejstvo aldosterona putem kompeticije za intracelularne aldosteronske receptore u sistemu prikupljajućih kanala. Time se umanjuje reapsorpcija natrijuma i vode, dok se snižava sekrecija kalijuma. Spironolakton ima prilično spor početak dejstva. Potrebno je nekoliko dana da se razvije, isto tako njegovi efekti sporo iščezavaju. Razlog su steroidni putevi nakon transkripcije gena. Potrebno je nekoliko dana da bi došlo do promene genskih proizvoda (u ovom slučaju ENaC i ROMK kanali su umanjeni).

## Spoljašnje veze
- Spironolakton

|  | Molimo Vas, obratite pažnju na važno upozorenje u vezi sa temama iz oblasti medicine (zdravlja). |